# Takada Soya
Takada Soya (sinh ngày 15 tháng 8 năm 2001) là một cầu thủ bóng đá người Nhật Bản.

## Sự nghiệp câu lạc bộ
Takada Soya hiện đang chơi cho Omiya Ardija.

## Thống kê sự nghiệp
| Đội          | Năm       | J.League | J.League | J.League Cup | J.League Cup | Tổng cộng | Tổng cộng |
| Đội          | Năm       | Trận     | Bàn      | Trận         | Bàn          | Trận      | Bàn       |
| ------------ | --------- | -------- | -------- | ------------ | ------------ | --------- | --------- |
| Omiya Ardija | 2020      | 13       | 0        | -            | -            | 13        | 0         |
| Tổng cộng    | Tổng cộng | 13       | 0        | 0            | 0            | 13        | 0         |